# Els Set Segons Cims

Ubicació dels Set Segons Cims. En aquest mapa hi apareix el Puncak Trikora encara que actualment se sap que el Puncak Mandala és més alt.

El Set Segons Cims són les segones muntanyes més altes de cadascun dels set continents. En tots els casos són cims culminants i no cims secundaris de la muntanya més alta. Aconseguir escalar els Set Segons Cims suposa un repte per als alpinistes, sovint considerat més difícil que el tradicional dels Set Cims.

## Definicions dels Set Segons Cims
La definició de què constitueix un continent és motiu de disputa entre els alpinistes que proven de completar aquest repte. La carena principal del Gran Caucas és generalment considerada la frontera entre Europa i l'Àsia. Així, l'Elbrús (5642 msnm) situat uns deu quilòmetres al nord de la divisòria continental, és la muntanya més alta d'Europa. Si se n'exclouen les Muntanyes del Caucas, el Mont Blanc (4808 msnm) seria la muntanya més alta d'Europa .
Per tradició, un dels continents és Oceania, però a nivell geogràfic pot ser difícil de definir. En geologia es defineix el continent australià que comprèn l'illa d'Austràlia i les illes properes que formen part de la seva placa tectònica (la Placa australiana). Això inclou Tasmània i Nova Guinea. Per tant, segons el criteri geològic i el criteri tradicional, el Puncak Jaya (4884 msnm) situat a Nova Guinea, n'és el cim més alt. Si es considera un continent com un continu terrestre envoltat d'oceans, l'illa d'Austràlia seria el seu propi continent, i llavors el Mont Kosciuszko (2228 msnm) en seria el cim més alt.

### Les llistes de Bass i de Messner
La llista dels Set Segons Cims va aparèixer en paral·lel a la dels Set Cims inicialment proposada per Richard Bass, qui va triar la muntanya més alta de l'illa d'Austràlia, el Mont Kosciuszko, que no loen representació del continent australià. Reinhold Messner va proposar una altra llista substituint el Mont Kosciuszko pel Puncak Jaya a l'illa de Nova Guinea. Traslladant els seus criteris a la llista dels Set Segons Cims, el Mont Townsend (2209 msnm) és el segon cim més alt d'Austràlia segons la llista de Bass; i en canvi, el Puncak Mandala (4760 msnm) de Nova Guinea és el segon d'Oceania segons la llista de Messner. Cal tenir en compte que les alçades de les muntanyes de Papua Occidental no estan ben mesurades, i fins fa poc el Puncak Trikora era considerat el segon cim més alt de l'illa. Les dades topogràfiques de l'expedició espacial STS-99 feta pel transbordador espacial Endeavour donen suport a una alçada superior per al Mandala.
Ambdues llistes consideren l'Elbrús com el cim més alt d'Europa. Això fa que el Dikhtau (5205 msnm) de Rússia sigui la segona muntanya més alta d'Europa. Els qui consideren que la muntanya més alta d'Europa és el Mont Blanc haurien d'optar pel Mont Rosa (4634 m) com el segon cim més alt d'aquest continent.

Comparativa d'alçades dels Set Cims, els Set Segons Cims i els catorze Vuitmils.

| Els Set Segons Cims | Els Set Segons Cims | Els Set Segons Cims | Els Set Segons Cims | Els Set Segons Cims | Els Set Segons Cims | Els Set Segons Cims | Els Set Segons Cims |
| Cim                 | Llista de Bass      | Llista de Messner   | Alçada              | Prominència         | Continent           | Serralada           | Estat               |
| ------------------- | ------------------- | ------------------- | ------------------- | ------------------- | ------------------- | ------------------- | ------------------- |
| K2                  | ✔                   | ✔                   | 8611 m              | 4017 m              | Àsia                | Karakoram           | Xina/Pakistan       |
| Ojos del Salado     | ✔                   | ✔                   | 6893 m              | 3688 m              | Amèrica del Sud     | Andes               | Xile/Argentina      |
| Mont Logan          | ✔                   | ✔                   | 5959 m              | 5250 m              | Amèrica del Nord    | Sant Elias          | Canadà              |
| Dikh-Tau            | ✔                   | ✔                   | 5205 m              | 2002 m              | Europa              | Caucas              | Rússia              |
| Mont Kenya          | ✔                   | ✔                   | 5199 m              | 3825 m              | Àfrica              | –                   | Kenya               |
| Mont Tyree          | ✔                   | ✔                   | 4852 m              | 1152 m              | Antàrtida           | Sentinella          | –                   |
| Puncak Mandala      |                     | ✔                   | 4760 m              | 2760 m              | Oceania             | Jayawijaya          | Indonèsia           |
| Mont Townsend       | ✔                   |                     | 2209 m              | 189 m               | Austràlia           | Snowy               | Austràlia           |

## Dificultat
La presentació de la llista dels Set Segons Cims, i de la seva relativa dificultat es va publicar per primera vegada el gener de 1997. Aquell mateix any, Jon Krakauer al seu llibre Into Thin Air se'n feia ressò escrivint que és un repte més gran escalar la segona muntanya més alta de cada continent en comptes de la més alta.
A l'Àsia, el K2 és clarament més difícil que l'Everest. Exigeix una destresa tècnica molt superior, mentre que els factors de l'alçada són més o menys els mateixos a les dues muntanyes. Les estadístiques demostren que no només és assolida per molts menys alpinistes (amb anys en què cap expedició aconsegueix acabar) sinó també és més perillosa, amb una ràtio de mortalitat molt superior. Només aquest fet seria suficient per considerar més difícil la llista dels segons cims, perquè en els dos casos la muntanya asiàtica és l'únic vuitmil i la muntanya clarament més difícil de la llista. Per tant, només haver d'escalar el K2 ja suposa un repte més difícil que qualsevol dels dels Set Cims.
A l'Àfrica, el cim del Mont Kenya comporta escalada de roques, mentre que el Kilimanjaro es pot ascendir trescant sense dificultat tècnica.
A l'Amèrica del Nord, algunes veus consideren que el Mont Logan és més difícil que el Denali pel seu isolament. El camp base del Denali, a 2200 msnm, té servei aeri regular, mentre que per accedir al Logan cal una aproximació d'uns 100 km si no es pot noliejar un vol xàrter que la faci. D'altres consideren que no és més difícil perquè no requereix cap escalada tècnica ni especialment escarpada.
A l'Amèrica del Sud, ascendir l'Ojos del Salado comporta un petit tram de grimpada, mentre que l'Aconcagua es pot fer caminant. No obstant això, Horrell reconeix que l'Aconcagua suposa un repte més gran per l'exigència física que comporta, encara que sigui tècnicament més fàcil. El camp base de l'Aconcagua, a una alçada de 4500 mnsm, és accessible per mules, però des d'allà els alpinistes han de transportat tots els subministraments als tres campaments superiors abans de l'ascensió final. En canvi, l'Ojos del Salado és accessible en vehicles tot terreny fins als 5200 msnm, i des d'aquest punt els escaladors han de transportar subministraments fins al refugi situat a 5800 msnm abans de fer l'ascensió final al cim.
A Europa, el Dikhtau comporta una escalada considerablement més difícil que l'Elbrús.
A Oceania, segons la llista de Bass, el Mont Townsend és més difícil que el Mont Kosciuszko, però els dos casos no són gaire més cosa que una passejada. Prenent la llista de Messner, la ruta normal a la Piràmide Carstensz (del Puncak Jaya) té certa dificultat tècnica (grau UIAA V+). No obstant això, el Puncak Mandala suposa un repte molt important en la ruta d'aproximació, que segurament és el problema principal a l'hora d'escalar els cims de Nova Guinea. Es pot considerar que només dues expedicions han aconseguit reportar correctament l'aproximació i ascens al Puncak Mandala.
A l'Antàrtida, el Mont Vinson no suposa gaire dificultat més enllà dels problemes inherents al continent antàrtic. En canvi, el Mont Tyree exigeix escalada tècnica, i fins al moment ha estat assolit per només quinze persones.